# 图强林业局
图强林业局隶属于中华人民共和国国家林业和草原局下属的大兴安岭林业集团公司。经营总面积50.5541万公顷。

## 行政区划
图强林业局下辖以下单位：
奋斗林场、二十八站林场、育英林场、壮林林场、潮河林场、卧龙河林场、潮满林场。